# Uniforme de la selección de fútbol de Brasil
La selección de fútbol de Brasil utilizó inicialmente una indumentaria compuesta por camiseta blanca, short blanco (o azul entre 1919 y 1938) y medias negras (hasta los años 1940, cuando estas últimas pasaron a ser blancas), siendo usadas las tres prendas de color blanco en el Mundial de 1950.
Después del famoso «Maracanazo», cambió su uniforme por los colores actuales, camiseta amarilla con vivos verdes, short azul y medias blancas; mientras el alternativo es camiseta azul con vivos blancos, short blanco y medias azules. El primer partido con la nueva indumentaria había sido en Maracaná el 14 de marzo de 1954, frente a Chile, con victoria 1-0. El creador de la indumentaria actual es el escritor y diseñador gráfico brasileño Aldyr García Schlee. En 1953, a los 19 años y con experiencia como diseñador y caricaturista en los periódicos de la ciudad de Pelotas, Río Grande del Sur, fue el vencedor entre 301 participantes en un concurso organizado por el diario Correio da Manhã de Río de Janeiro y auspiciado por la extinta Confederación Brasileña de Deportes (CBD), para escoger el nuevo uniforme de la selección. Las bases del concurso exigían que el nuevo diseño debía incluir los cuatro colores de la bandera de Brasil. La CBD oficializó el uniforme verde y amarillo («verdeamarelo») que pasaría a ser conocido como «camisa canarinho» o la «canarinha». García Schlee obtuvo un premio en efectivo y una pasantía en el Correio da Manhã.
La indumentaria de la selección está hecha con tecnología Dri-FIT de Nike, un tipo de tela que mejora el rendimiento de los jugadores ayudándolos a mantenerse más secos, frescos y livianos. Lo logra llevando la transpiración del cuerpo a la parte externa de la tela para un secado rápido.
El uniforme titular está compuesto por los colores de la bandera de Brasil, mientras que el uniforme alternativo está compuesto por los colores que representan a Nuestra Señora de la Concepción Aparecida.

## Uniformes

### Evolución del uniforme titular
| 1914-1917 | 1917 | 1917 | 1917 | 1918 | 1919-1938 | 1942-1948 | 1949-1950 | 1952 - 1953 0 |

| 1954-1970 0 | 1970-1978 0 | 1978-1981 | 1981-1986 | 1986-1990 | Seúl 1988 | 1990-1991 | 1991-1993 | 1994 |

| 1994-1996 | 1997-1998 | 1998-2000 | 2000-2002 | 2002-2004 | 2004-2006 | 2006-2008 | 2008-2010 | 2010 |

| 2011 | 2012 | 2013 | 2014-2016 | 2016-2018 | 2018-2019 | 2019-2020 | 2020-2022 | 2022-2024 |

| 2024-act. |

### Evolución del uniforme alternativo
| 1938 0 | 1942-1948 0 | 1949-1950 0 | 1958 0 | 1974-1978 0 | 1978-1981 | 1981-1986 | 1986-1990 | Seúl 1988 |

| 1990-1991 | 1991-1993 | 1994 | 1994-1996 | 1997-1998 | 1998-2000 | 2000-2002 | 2002-2004 | 2004-2006 |

| 2006-2008 | 2008-2010 | 2010-2011 | 2011-2012 | 2012-2013 | 2013-2014 | 2014-2016 | 2016-2018 | 2018-2020 |

| 2020-2022 | 2022-2024 | 2024-act. |

### Evolución del tercer uniforme
| 2011 | 2013 | 2014 | 2016 |

### Combinaciones
| 1974 vs. Países Bajos 0 | 1974 vs. Polonia 0 | 1978 vs. España y Argentina | 1986 vs. España 0 | 1990 vs. Costa Rica y Argentina | 1994 vs. Suecia 0 | 1998-2000 0 | 2001 0 | 2002-2004 0 |

| 2002 vs. Costa Rica | 2003 vs. Camerún | 2004-2006 0 | 2005 vs. Japón | 2006-2008 0 | 2006 vs. Japón | 2007 vs. Chile | 2008-2010 0 | 2008 vs. Paraguay |

| 2008 vs. Chile | 2010 0 | 2010 0 | 2010 0 | 2011 0 | 2011 0 | 2011 0 | 2012-2013 0 | 2012 vs. Sudáfrica 0 |

| 2013-2014 0 | 2013 vs. Italia, España y Corea del Sur | 2014-2015 0 | 2014-2015 0 | 2015 vs. Chile 0 | 2014-2015 0 | 2016-2017 0 | 2016 vs. Paraguay | 2017 vs. Colombia |

| 2018 0 | 2018-2019 0 | 2019 0 | 2020 0 | 2022 vs. Ecuador | 2022-23 vs. Croacia y vs. Perú | 2024 vs. Paraguay |

### Evolución del uniforme de portero
| 1978 | 1982 | 1982 | 1986 | 1990 | 1990 | 1990 | 1994 |
| 1994 | 1998 | 1998 | 1999 | 1999 | 2000 | 2000 | 2000 |
| 2002 | 2002 | 2005 | 2005 | 2005 | 2006 | 2006 | 2009 |
| 2009 | 2009 | 2010 | 2010 | 2010 | 2011 | 2011 | 2011 |
| 2011 | 2012 | 2012 | 2012 | 2012 | 2014 | 2014 | 2014 |
| 2014 | 2016 | 2016 | 2016 | 2018 | 2018 | 2018 | 2020 |
| 2020 | 2020 | 2020 | 2022 | 2022 | 2022 | 2024 | 2024 |
| 2024 |      |      |      |      |      |      |      |

### Uniformes especiales
| Roberto Chery (uniforme del Peñarol utilizado contra Argentina en 1919) | Campeonato Sudamericano 1937 (uniforme del Independiente utilizado contra Perú) 0 | Campeonato Sudamericano 1937 (uniforme de Boca Juniors utilizado contra Chile) 0 | Brasil 6-5 Polonia (Francia 1938) 0 | Centenario de la FIFA (2004) 0 | Stand Up, Speak Up (2005) 0 | Copa América 2019 0 |

### Uniforme no oficial
| 1899-1914 |

## Proveedores
| Período       | Proveedor |
| 1908-1938     | Ninguno   |
| 1938-1954     | Ceppo     |
| 1954-1976     | Athleta   |
| 1977-1980     | Adidas    |
| 1981-1991     | Topper    |
| 1991-1996     | Umbro     |
| 1997-presente | Nike      |